# Tacto

tacto humano

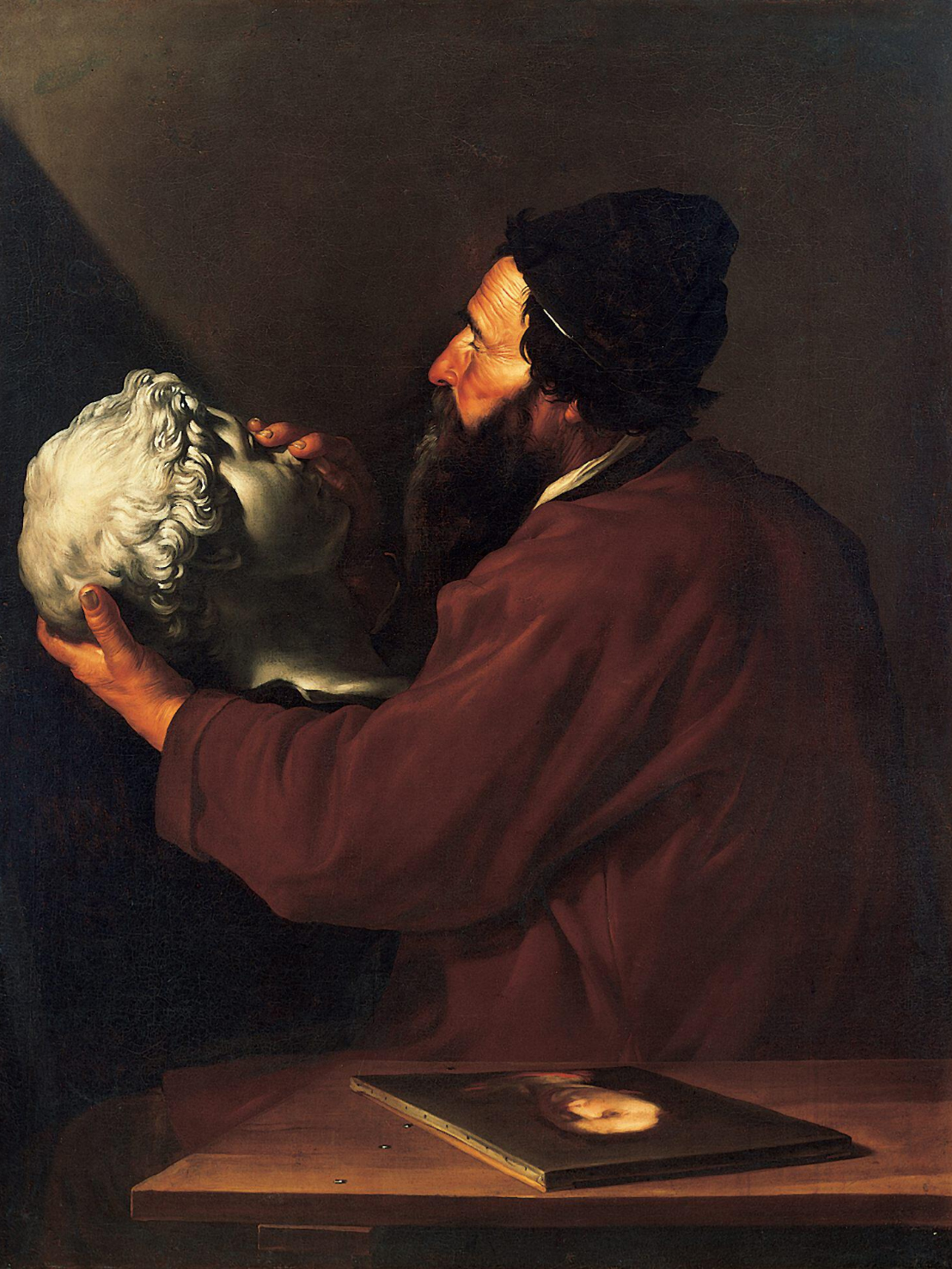
El Tacto, de José de Ribera, cuadro de la serie de Los sentidos (Museo Norton Simon, Pasadena, Estados Unidos).

El sentido del tacto es  aquel que permite a los organismos  percibir cualidades de los objetos y medios como la presión, temperatura, textura y dureza. En la piel se encuentran diferentes clases de receptores nerviosos que se encargan de transformar los diferentes tipos de estímulos del exterior en información susceptible para ser interpretada por el cerebro.
La piel se divide en tres capas: epidermis, que es la capa superficial, la dermis y la hipodermis que es la capa más profunda.
La epidermis está constituida por tejido epitelial y en su estrato basal o germinativo se halla la denominada melanina, que es el pigmento que da color a la piel, y la dermis por tejido conjuntivo. En esta capa encontramos los anejos cutáneos, que son las glándulas sebáceas, las glándulas sudoríparas, el pelo y las uñas y la hipodermis formada por tejido conjuntivo.
Debemos tener en cuenta que, aunque el sentido del tacto se halla principalmente en la piel, también existe en las terminaciones nerviosas internas del organismo, pudiendo percibir los altos cambios de temperatura o el dolor. Por ello es el más importante de los cinco sentidos, permitiéndonos percibir los riesgos tanto internos como externos para nuestra salud. 
La parte que gobierna el tacto en el cerebro es el lóbulo parietal.

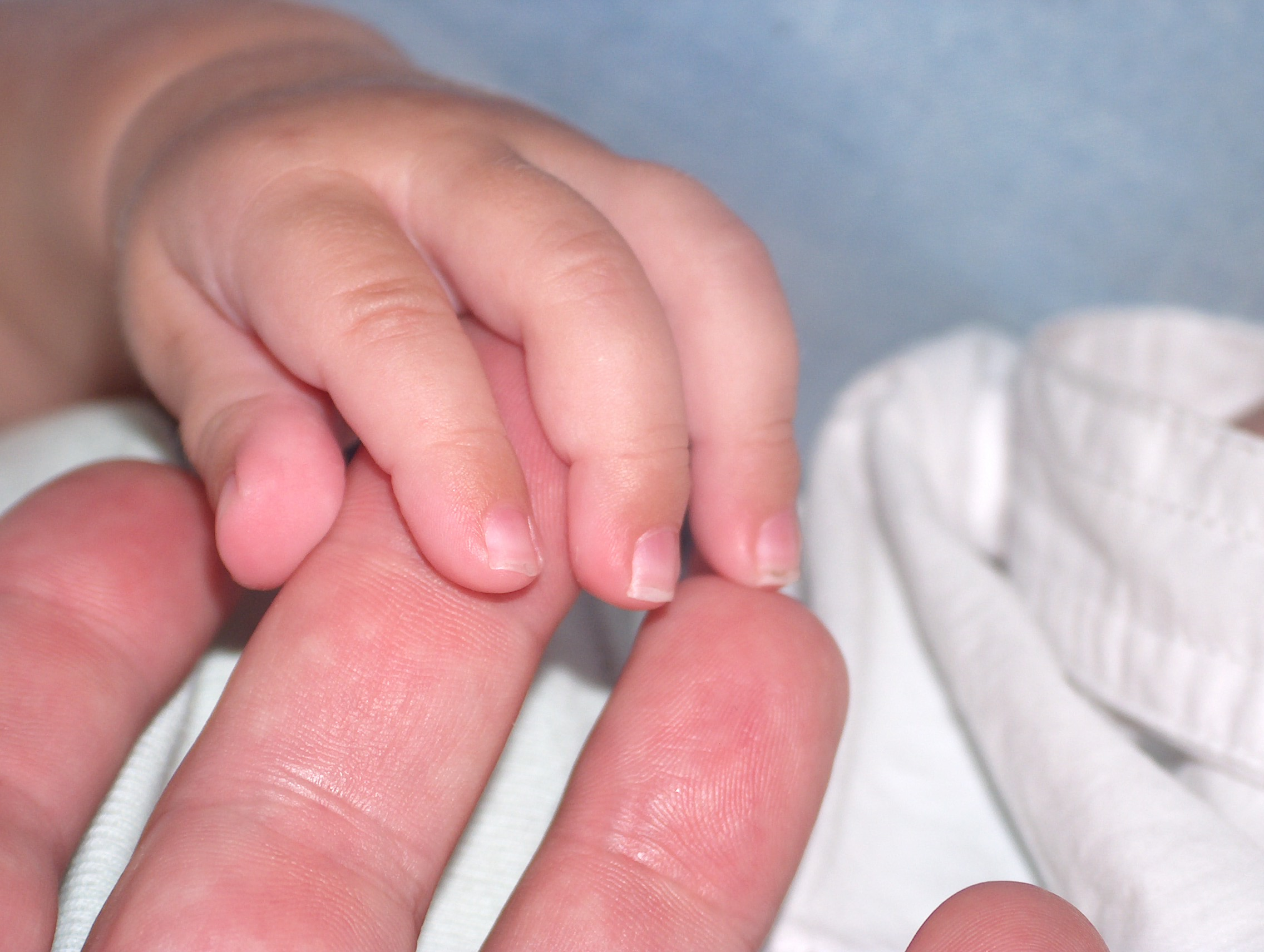
Contacto

«Cuando nos describimos como seres sensibles, lo que queremos decir es que somos conscientes. El significado más literal y amplio es que tenemos percepción sensorial.»
Los pliegues tactilares sirven para detectar el calor, el frío, el dolor o cualquier otra sensación; y la sensación es una de las funciones que la conciencia utiliza para orientarse en el espacio exterior, en su ambiente, como en el espacio interior.
«Para entender, tenemos que usar la cabeza, es decir, la mente. En general, se piensa en la mente como algo localizado en la cabeza, pero los hallazgos en psicología sugieren que la mente no reside necesariamente en el cerebro, sino que viaja por todo el cuerpo en caravanas de hormonas y enzimas, ocupada en dar sentido a esas complejas maravillas que catalogamos como tacto, gusto, olfato, oído y visión.»
El tacto pertenece al sistema sensorial, cuya influencia es difícil de aislar o eliminar. Un ser humano puede vivir a pesar de ser ciego, sordo y carecer de los sentidos del gusto y el olfato, pero le es imposible sobrevivir sin las funciones que desempeña la piel. El tacto afecta a todo el organismo, así como a la cultura en medio de la cual este vive y a los individuos con los que se pone en contacto.
En muchos aspectos, el tacto es difícil de investigar. Todos los demás sentidos tienen un órgano clave que puede ser estudiado; para el tacto, ese órgano es la piel, y se extiende por todo el cuerpo.
La función de la piel es vital para el organismo: emite señales  hasta el sistema nervioso informando sobre cualquier agresión mecánica, térmica o química. Sin este sistema de alarma, los organismos correrían el peligro de no darse cuenta de que están siendo atacados.

## Aspectos fundamentales del sentido del tacto

### La piel
La piel se encuentra en estado de renovación debido a la actividad celular de sus capas profundas, varía de textura, flexibilidad, color, olor, temperatura, sabor y otros aspectos. Lleva consigo su propia memoria de experiencia, define nuestra individualidad.
La punta de los dedos y la lengua son más sensibles que otros puntos del cuerpo. Las partes más pilosas son generalmente las más sensibles a la presión, también es más delgada la piel donde hay cabello o vello. El sentido del tacto no está en la capa externa de la piel, sino en la segunda, en la dermis.

### Receptores de la piel
| Receptores                                                                   | Receptores     | Receptores                          |
| ---------------------------------------------------------------------------- | -------------- | ----------------------------------- |
| Mecanorreceptores                                                            | Exteroceptores | Corpúsculos de Meissner             |
| Mecanorreceptores                                                            | Exteroceptores | Receptores de Merkel                |
| Mecanorreceptores                                                            | Exteroceptores | Corpúsculos de Krause               |
| Mecanorreceptores                                                            | Exteroceptores | Corpúsculos de Ruffini              |
| Mecanorreceptores                                                            | Exteroceptores | Receptores de los folículos pilosos |
| Mecanorreceptores                                                            | Interoceptores | Corpúsculos de Pacini               |
| Mecanorreceptores                                                            | Interoceptores | Corpúsculos de Ruffini              |
| Termorreceptores: que se estimulan cuando detectan cambios en la temperatura |                |                                     |
| Nociceptores: que se estimulan cuando hay algún daño en los tejidos (dolor)  |                |                                     |

Los receptores sensoriales de la piel detectan los cambios que se producen en el entorno; a través del tacto, la presión y la temperatura. Cada tipo de receptor está inervado por un tipo específico de fibra nerviosa. 
Los distintos mecanorreceptores se distinguen por el tamaño de su campo receptivo, la persistencia de su respuesta y el margen de frecuencias al que responden.
Se necesita todo un ejército de receptores para crear esa delicadeza sinfónica que llamamos caricia. Entre la epidermis y la dermis se encuentran los diminutos corpúsculos de Meissner, parecen especializarse en las partes no pilosas del cuerpo (las plantas de los pies, las puntas de los dedos, el clítoris, los pezones, las palmas y la lengua). Las zonas erógenas y otros puntos hipersensibles responden muy rápidamente o ligeramente en todo.

### Sensibilidad táctil
La sensibilidad táctil, según la vía sensitiva por la que llega al encéfalo, puede ser:
- Sensibilidad protopática: es la sensibilidad más primitiva y difusa, poco o nada diferenciada, que responde a todos los excitantes cutáneos dolorosos, al calor y al frío extremos y al tacto grosero; el sujeto no puede localizar con exactitud el lugar en el que obra el estímulo, ni discriminarlo. Esta sensibilidad es la primera que reaparece cuando un nervio sufre una lesión. La segunda neurona se cruza a la altura de la médula. Sensibilidad propia del Sistema Antero Lateral (SAL) o Espinotalámico anterior.
- Sensibilidad epicrítica: es la que asegura una discriminación más fina, localizada y exacta, permite apreciar el estímulo de poca intensidad, normalmente ejerce influencia inhibitoria sobre el sistema protopático, siendo esta más reciente. (Responsable de la capacidad de reconocer formas y tamaños). A diferencia de la otra, su segunda neurona se cruza a la altura del bulbo raquídeo a nivel de C1 en la "decusación sensitiva" formando las fibras arcuatas o arquedas. Propia del sistema de los cordones dorsales.

La sensibilidad termoalgésica (temperatura y dolor) se transmite al encéfalo por una vía diferente.
El tacto nos enseña que vivimos en un mundo tridimensional, nos enseña que la vida tiene profundidad y contorno.

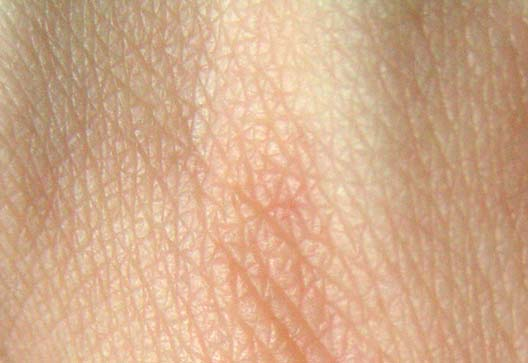
Un acercamiento a la piel humana caucásica.

#### Presión
Los corpúsculos de Pacini responden muy deprisa a cambios en la presión y tienden a reunirse cerca de las articulaciones, en algunos tejidos profundos, así como en las glándulas genitales y mamarias. Son sensores gruesos, en forma de cebolla, y le dicen al cerebro qué es lo que los presiona y también qué movimientos hacen las articulaciones o de qué modo están cambiando de posición los órganos cuando nos movemos. No se necesita mucha presión para hacerlos responder y enviar mensajes al cerebro; son sensibles a las sensaciones de vibración o variación, especialmente las de alta frecuencia. 
En ciertas condiciones de estimulación, solo es necesario que se dé un desplazamiento de 0.001 mm sobre la superficie de la piel para sobrepasar el umbral de presión y percibirlo como presión, aunque los umbrales de presión no son iguales para todas las regiones de la piel. Así, la región más sensible a la presión es el rostro, le siguen en su orden, el tronco, los dedos y los brazos; las regiones inferiores son las menos sensibles. En general, las mujeres tienen umbrales más bajos de sensibilidad a la presión, en otras palabras son más sensibles a la presión que los hombres.

#### Temperatura
Los Corpúsculos de Ruffini se hallan a cierta profundidad bajo la superficie de la piel y registran la presión constante; son sensores de temperatura.
No puede sorprender que la lengua sea más sensible al calor que muchas otras áreas del cuerpo. A diferencia de otras informaciones táctiles, las de temperatura le dan cuenta al cerebro de cambios tanto altos como bajos, con frecuentes actualizaciones.
El cuerpo responde inmediatamente a los cambios de temperatura, y sentimos el frío con un espectro corporal más amplio que el que tenemos para sentir el calor. Muchas más mujeres que hombres dicen tener las manos y los pies fríos, lo que no debería sorprender a nadie. Cuando el cuerpo se enfría, protege antes que nada los órganos vitales(por eso es tan fácil que se congelen las extremidades); en los humanos, protege los órganos reproductores. Cuando los labios se nos ponen azules o el frío nos insensibiliza los dedos de los pies, es porque los vasos sanguíneos se comprimen y el cuerpo sacrifica las extremidades para mandar más sangre a la esencial sección interna.

#### El dolor
Existen receptores especializados en la sensación de dolor, son las terminaciones nerviosas libres. Esta sensación es muy útil para la supervivencia del individuo pues actúa como un mecanismo de alarma que detecta situaciones anormales posiblemente nocivas. La finalidad del dolor es prevenir al cuerpo de un posible daño. El dolor, algunos dicen que es una respuesta de receptores específicos a peligros específicos, mientras otros piensan que se trata de algo mucho más ambiguo, una estimulación sensorial extrema de cualquier tipo, porque en el delicado ecosistema de nuestro cuerpo, un exceso de cualquier cosa podría perturbar el equilibrio.
Cuando sentimos dolor, suele doler el sitio localizado, pero responde el cuerpo entero.

## Enfermedades del tacto
- Hiperestesia: se define como una sensación exagerada de los estímulos táctiles, como la sensación de cosquilleo o embotamiento. Es un trastorno de la percepción que consiste en una distorsión sensorial por un aumento de la intensidad de las sensaciones, en el que los estímulos, incluso los de baja intensidad, se perciben de forma anormalmente intensa.

- Hiperafia: Aumento de la capacidad para percibir estímulos táctiles.

- Hipoestesia: se define como una disminución de la sensibilidad de los estímulos táctiles. Es un trastorno de la percepción que consiste en una distorsión sensorial por una disminución de la intensidad de las sensaciones, en el que los estímulos, incluso los de alta intensidad, se perciben muy mitigados.

- Hipoafia: Disminución de la capacidad para percibir estímulos táctiles.

- Anestesia: es la ausencia completa de todas las formas de sensibilidad en la zona afectada.
- Anafia: Falta de capacidad para percibir los estímulos táctiles.
- Alodinia: es la percepción anormal del dolor, nacido de un estímulo mecánico o térmico que de manera normal es indoloro.
- Hiperalgesia: Aumento de la sensibilidad al dolor. Estímulos normalmente dolorosos son aún más dolorosos.
- Hipoalgesia: Disminución de la sensibilidad dolorosa. Estímulos normalmente dolorosos son percibidos como livianos o poco dolorosos.
- Analgesia: es la ausencia completa de todas las formas de dolor en la zona afectada. Estímulos normalmente dolorosos o muy dolorosos no son percibidos.
- Agrafoestesia: La “grafoestesia” es el reconocimiento táctil de números y letras escritos sobre la piel, y la “agrafoestesia”, la incapacidad de hacerlo.